# Hemipterochilus bicoloricornis
Hemipterochilus bicoloricornis är en stekelart som först beskrevs av Giordani Soika 1952.  Hemipterochilus bicoloricornis ingår i släktet Hemipterochilus och familjen Eumenidae. Inga underarter finns listade i Catalogue of Life.